# Saint-Priest-la-Feuille
Saint-Priest-la-Feuille ist eine Gemeinde in Frankreich. Sie gehört zur Region Nouvelle-Aquitaine, zum Département Creuse, zum Arrondissement Guéret und zum Kanton La Souterraine.

## Geografie
Die Via Lemovicensis, einer der vier historischen „Wege der Jakobspilger in Frankreich“, führt über Saint-Priest-la-Feuille. Die angrenzenden Gemeinden sind 
- La Souterraine im Nordwesten und im Norden,
- Lizières im Osten,
- Le Grand-Bourg und Chamborand im Südosten,
- Fursac mit Saint-Étienne-de-Fursac im Süden und Saint-Pierre-de-Fursac im Südwesten.

Durch die Gemeindegemarkung fließt die Gartempe.

## Bevölkerungsentwicklung
| Jahr      | 1962 | 1968 | 1975 | 1982 | 1990 | 1999 | 2008 | 2018 |
| --------- | ---- | ---- | ---- | ---- | ---- | ---- | ---- | ---- |
| Einwohner | 901  | 790  | 689  | 638  | 635  | 619  | 695  | 774  |

## Sehenswürdigkeiten
- Dolmen de la Pierre Folle

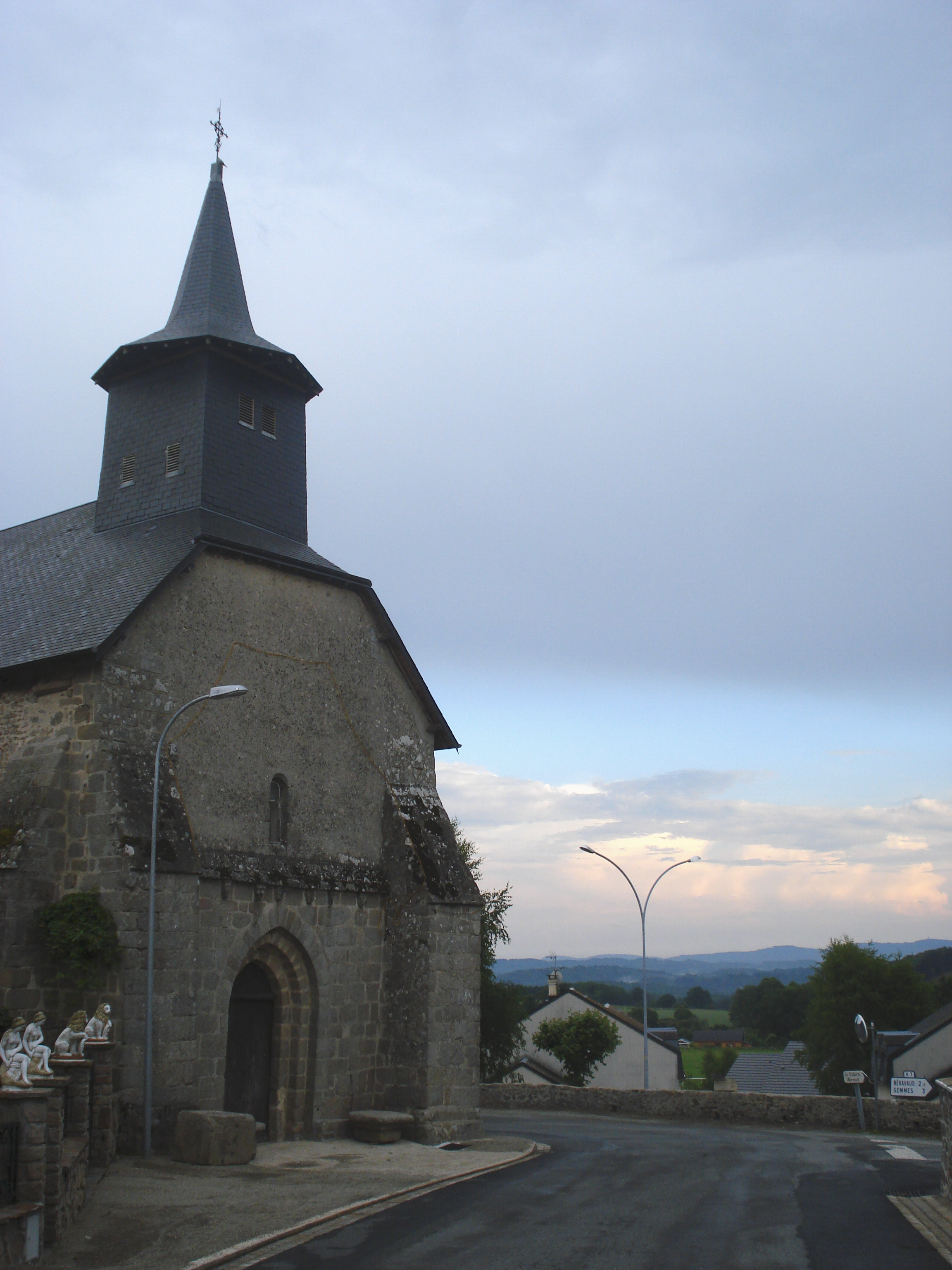
Kirche Saint-Laurent
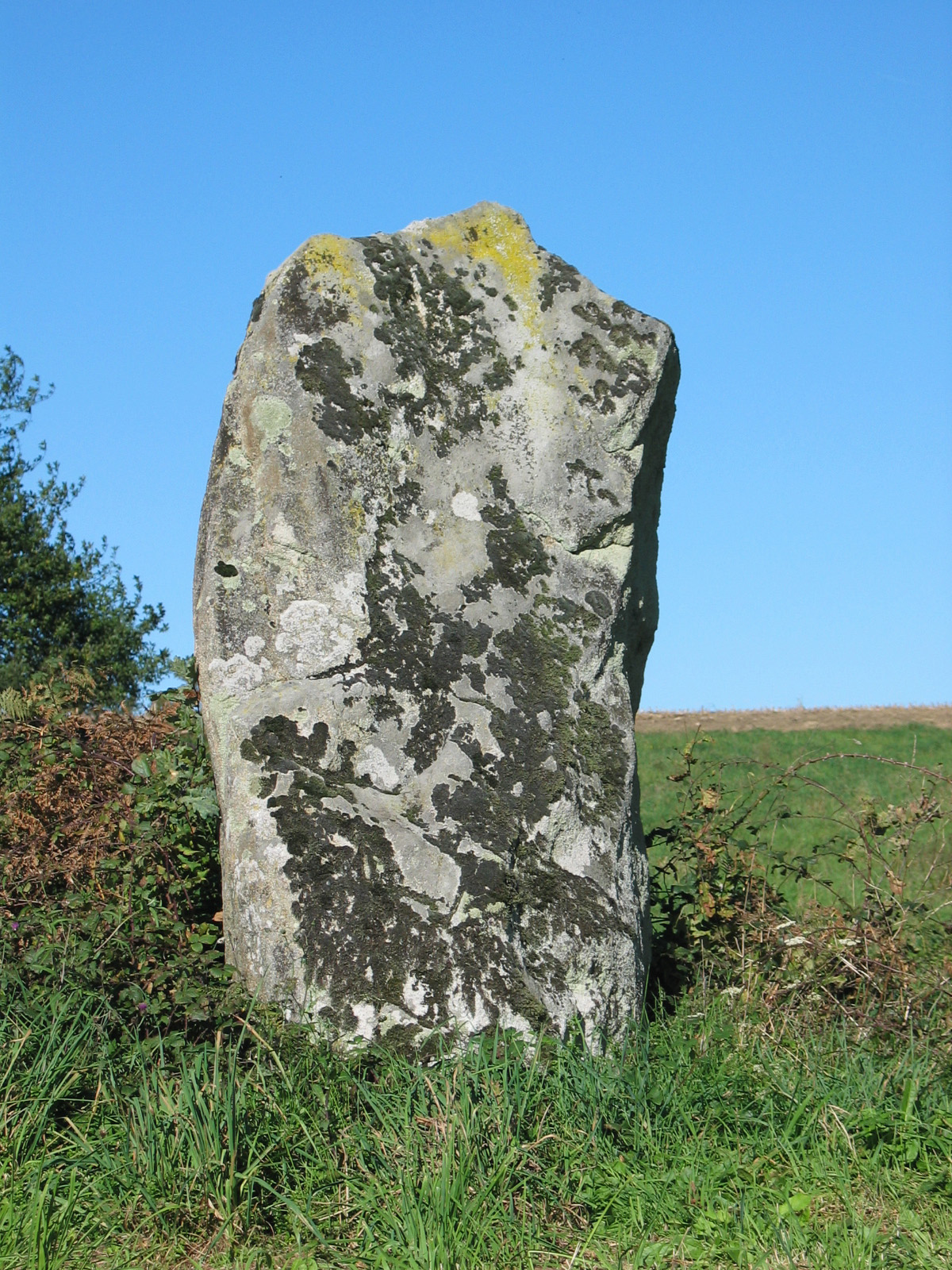
Menhir de la Rebeyrolle
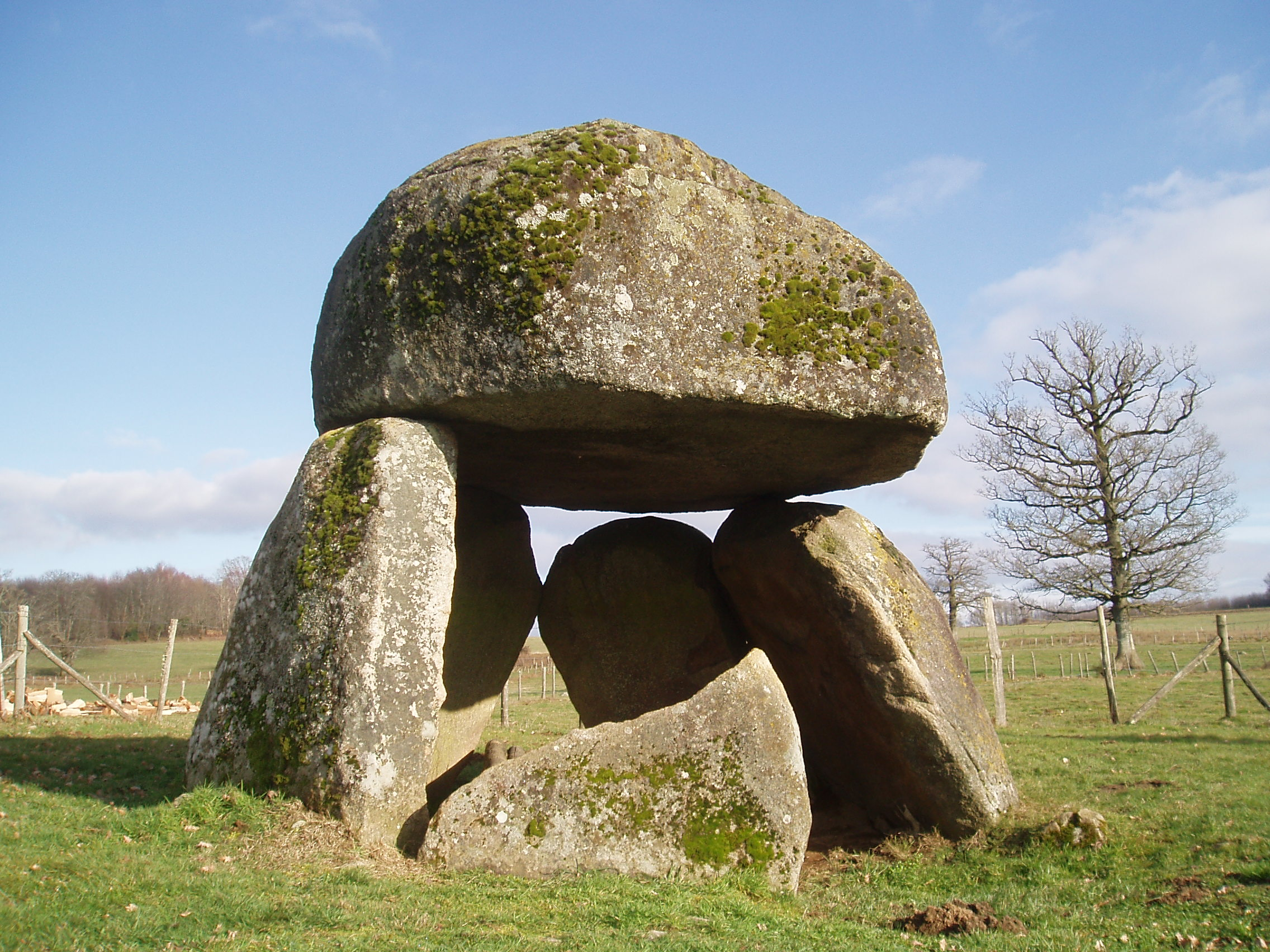
Dolmen de la Pierre Folle
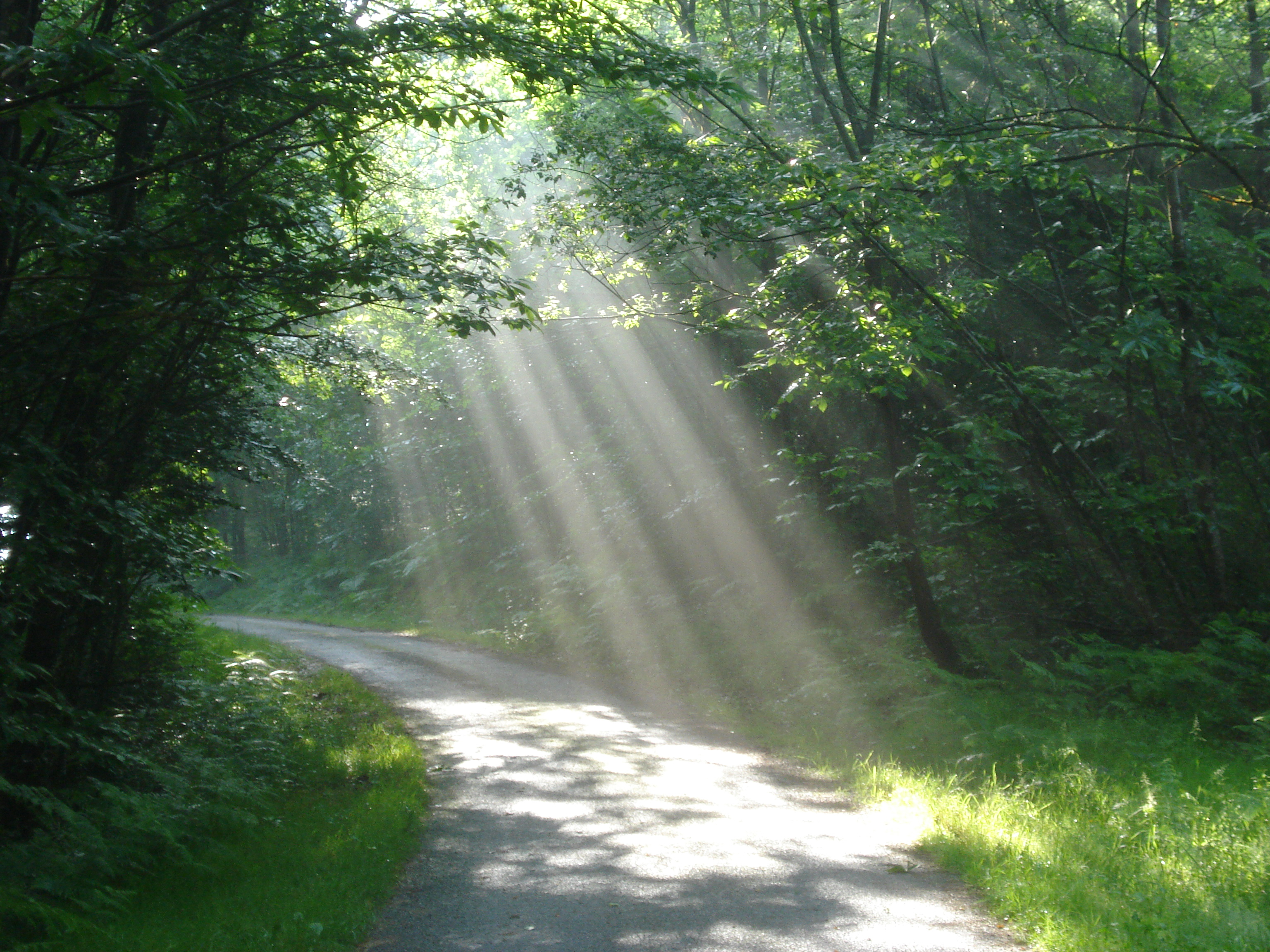
Die Via Lemvicensis bei Saint-Priest-la-Feuille

- Kirche Saint-Laurent
- Menhir de la Rebeyrolle
- Dolmen de la Pierre Folle
- Die Via Lemvicensis bei Saint-Priest-la-Feuille